# Râul Șieuț
Râul Șieuț este un curs de apă, afluent al râului Șieu. 

## Hărți
- Harta județului Bistrița